# Bissegem
Bissegem est une section de la ville belge de Courtrai située en Région flamande dans la province de Flandre-Occidentale. C'était une commune à part entière avant la fusion des communes de 1977.

## Géographie
Bissegem est limitrophe de Heule, Courtrai (section de commune), Marke, Wevelgem (section de commune) et Gullegem.
La Lys, dans laquelle se jette le Neerbeek, marque la limite entre Bissegem et Marke.
Le noyau du village s'est développé à la suite de l'urbanisation de Courtrai.

## Démographie

### Évolution démographique
- Sources : INS, Rem. : 1831 jusqu'en 1970 = recensements, 1976 = nombre d'habitants au 31 décembre[3].

## Transports

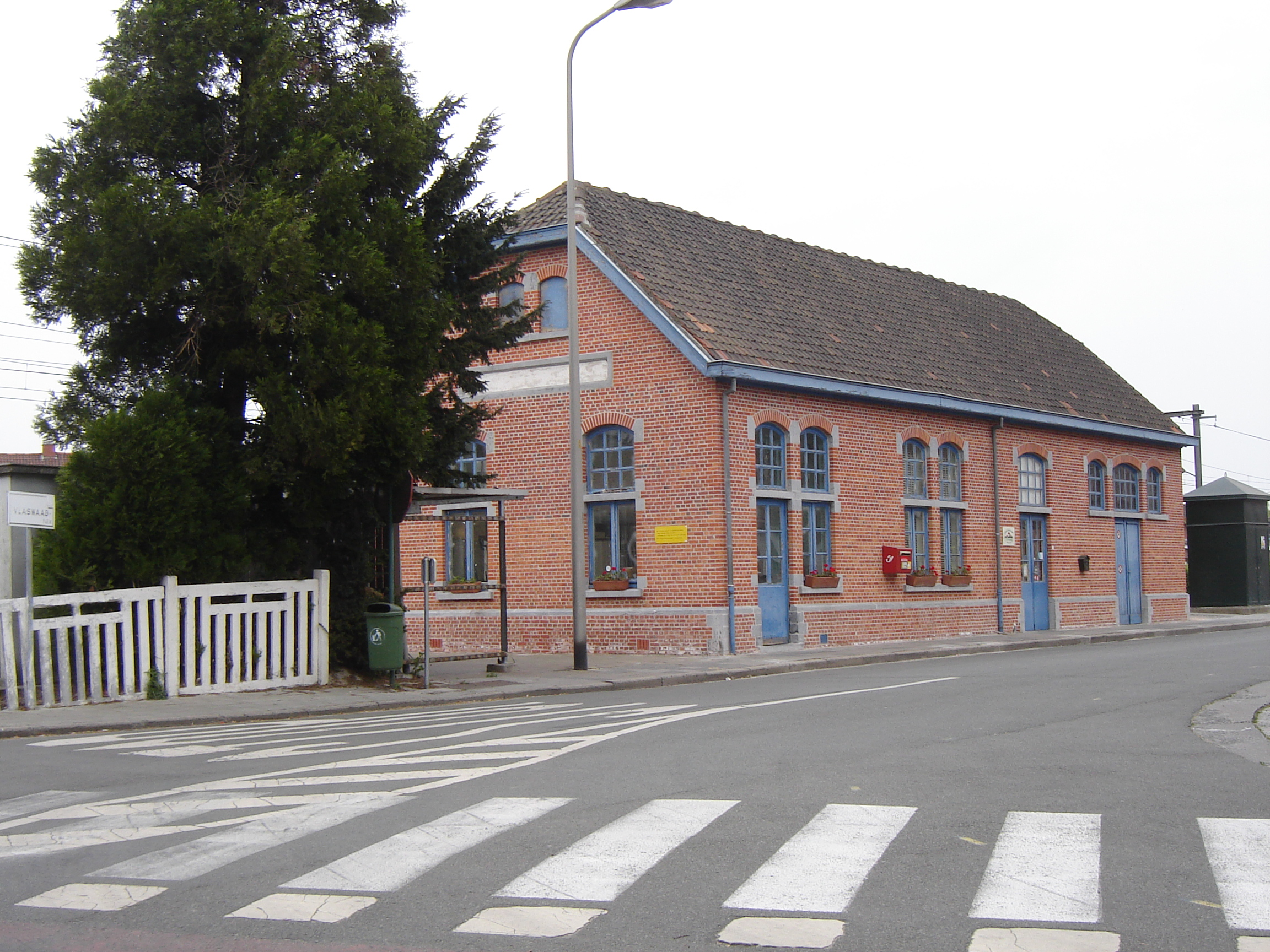
La gare de Bissegem.

Bissegem se trouve à l'intérieur du R8. La N8 et la A19 traversent la localité et sont reliées au R8.
Le village est situé sur la ligne de chemin de fer Poperinge-Courtrai (ligne 69) et a sa propre gare ferroviaire.

## Toponymie
Plusieurs hypothèses existent quant à la signification et l'origine du nom de Bissegem. Mais on peut affirmer presque avec certitude que Bissegem vient du francique Bissingaheim. Bisso-inga-heim : le lieu d'habitation (heim) des descendants (inga) du seigneur franc Bisso. Bis(s)o aurait vécu aux environs de 960.
La mention la plus ancienne de la paroisse de Bichengen date de 1107. Bissigen apparaît au XIIIe siècle dans un recueil de chartes de l'abbaye de Saint-Amand qui, jusqu'à la Révolution française, possédait le droit de patronage sur l'église paroissiale de Bissegem. En 1206, on peut lire Bissengiem et on trouve en 1353, dans le cartulaire de l'abbaye de Groeninge, l'orthographe Bissenghem.

## Histoire
Des découvertes récentes démontrent que, 3000 ans av. J.-C., des gens vivaient déjà dans la valléé du Neerbeek à proximité de son embouchure dans la Lys.
À partir du IVe siècle, les Francs se sont établis dans la région. Bissegem était alors un territoire assez marécageux à la confluence de la Lys et du Neerbeek.

## Monument

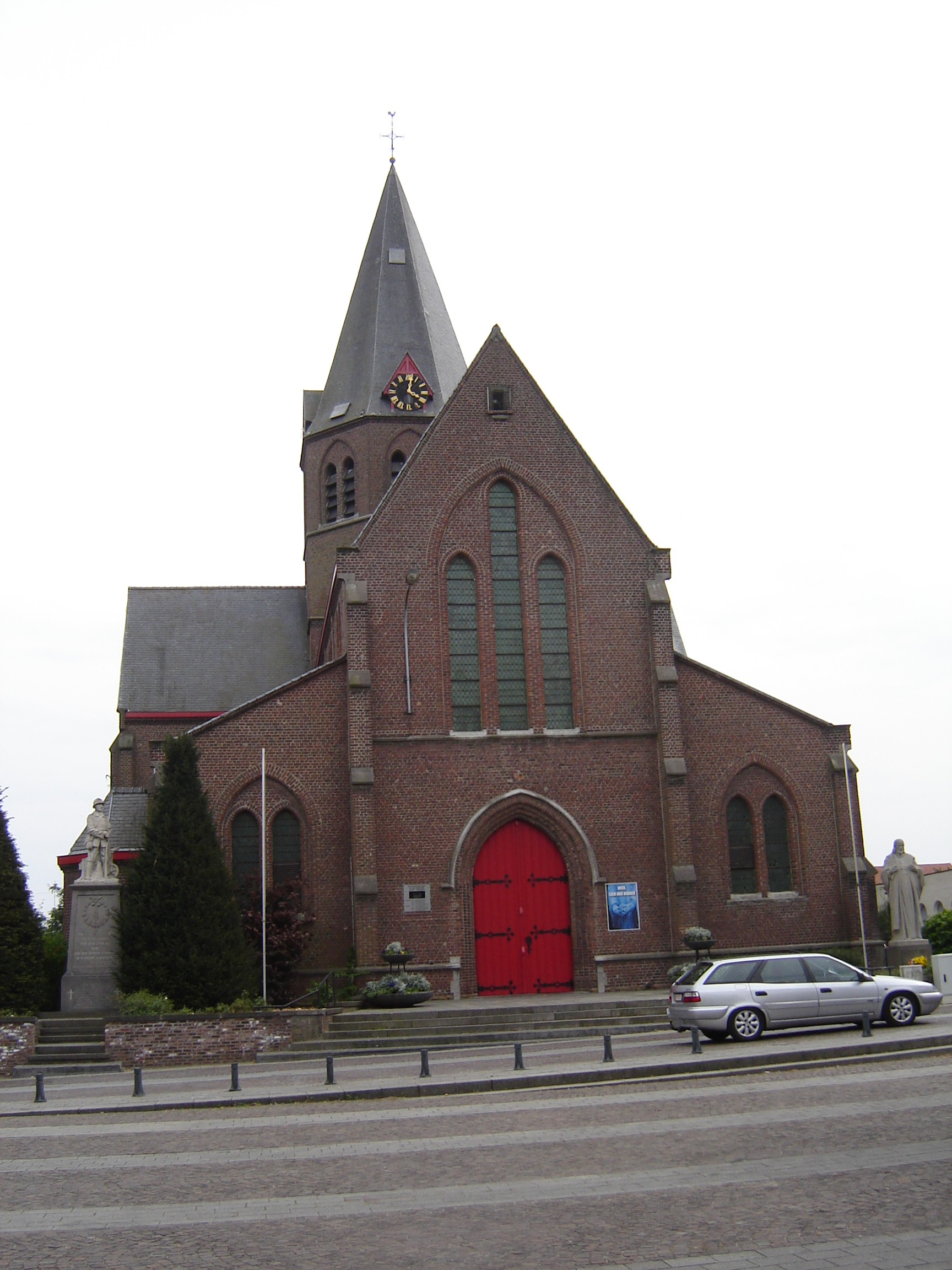
L'église Saint-Omer.

- L'église Saint-Omer (Sint-Audomaruskerk), de style gothique en briques, datant de 1898-1899.

## Galerie

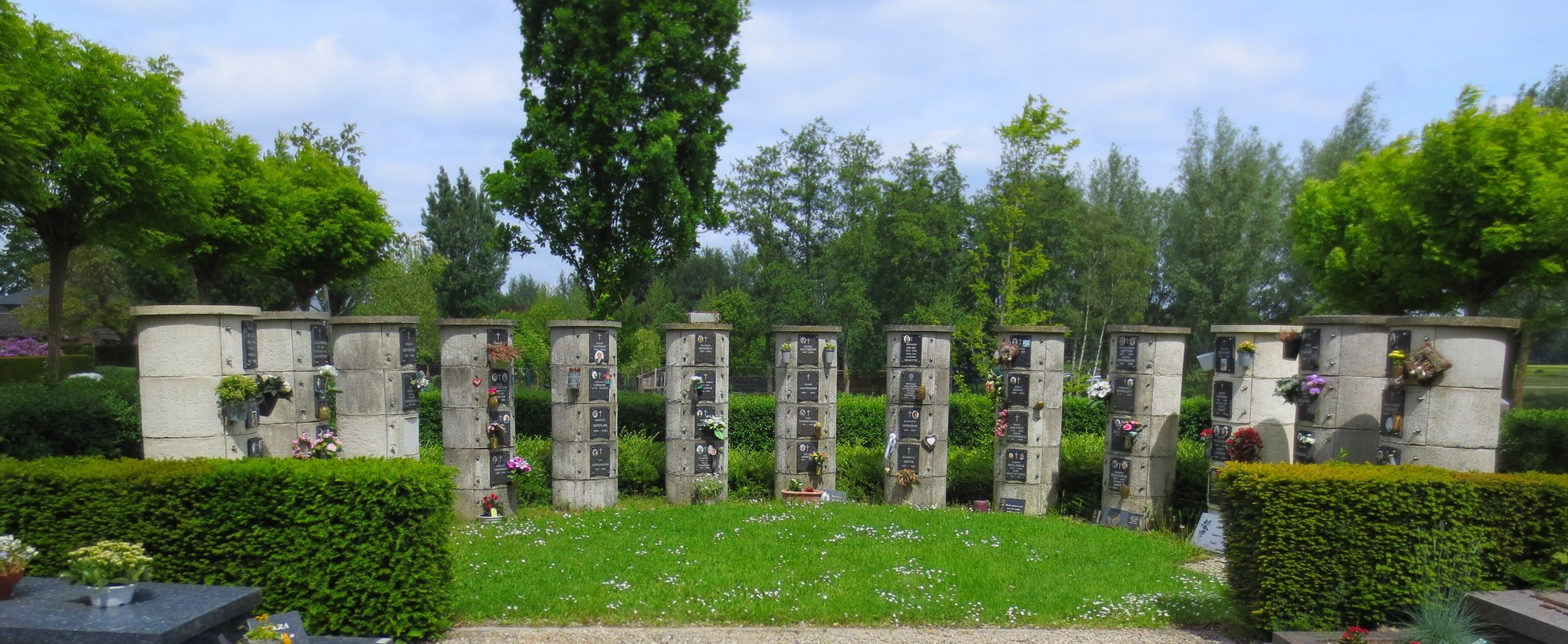
Le cimetière.
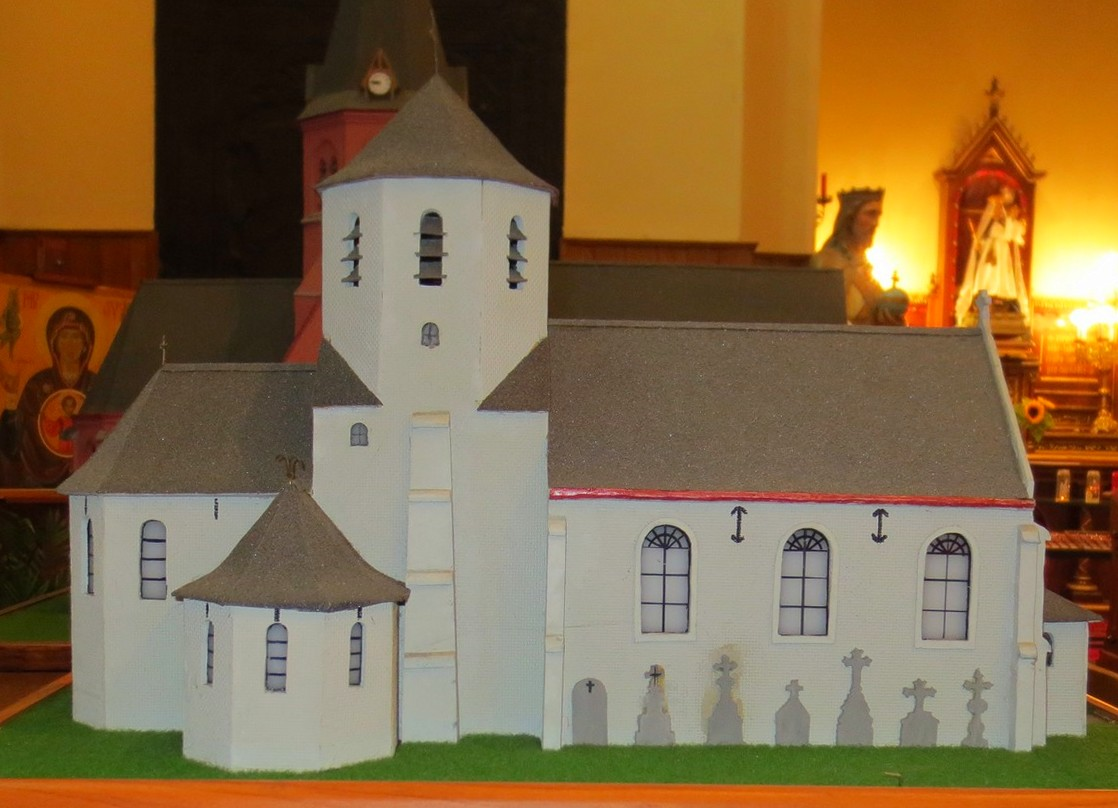
L'ancienne église.
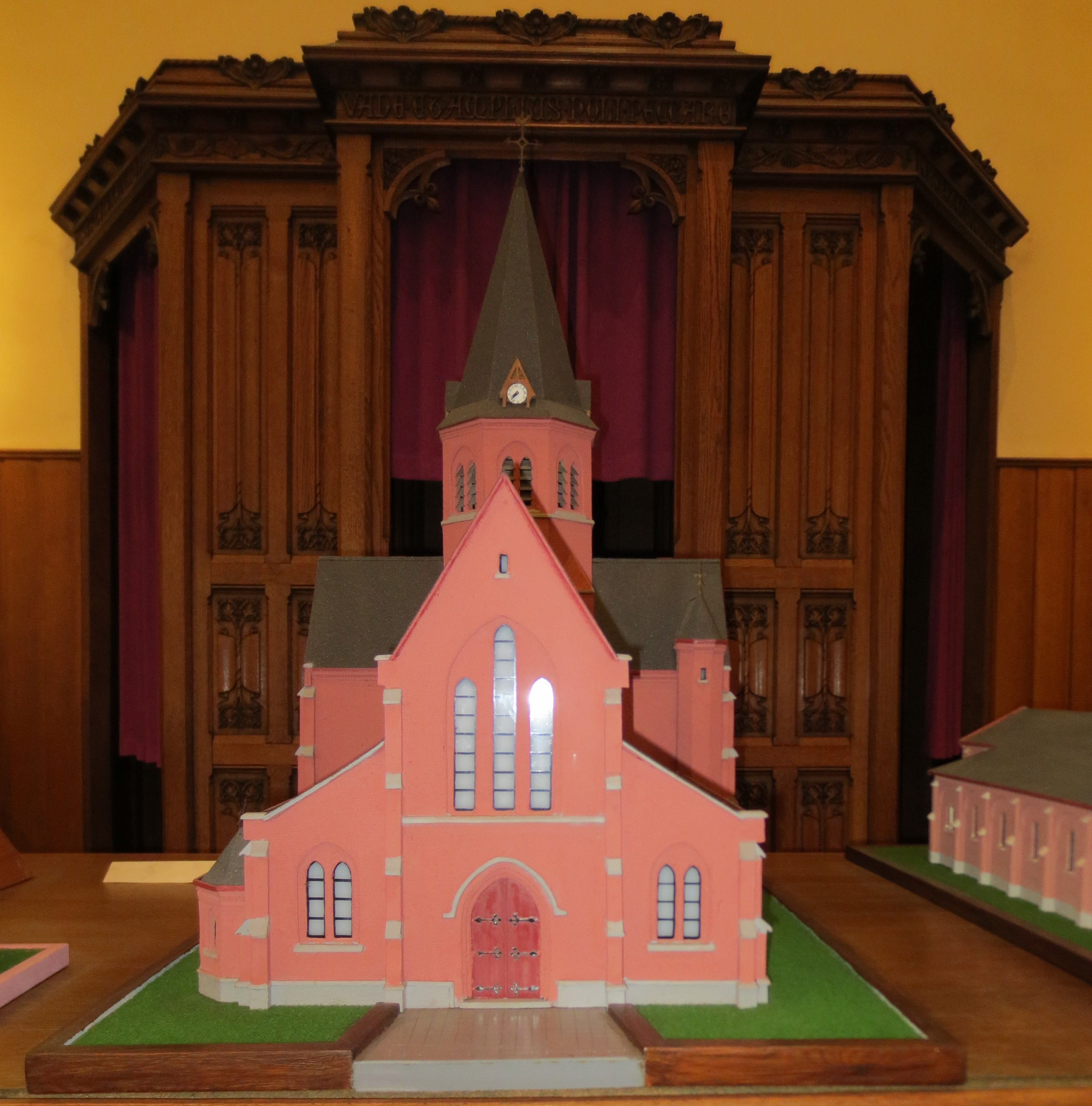
La nouvelle église.
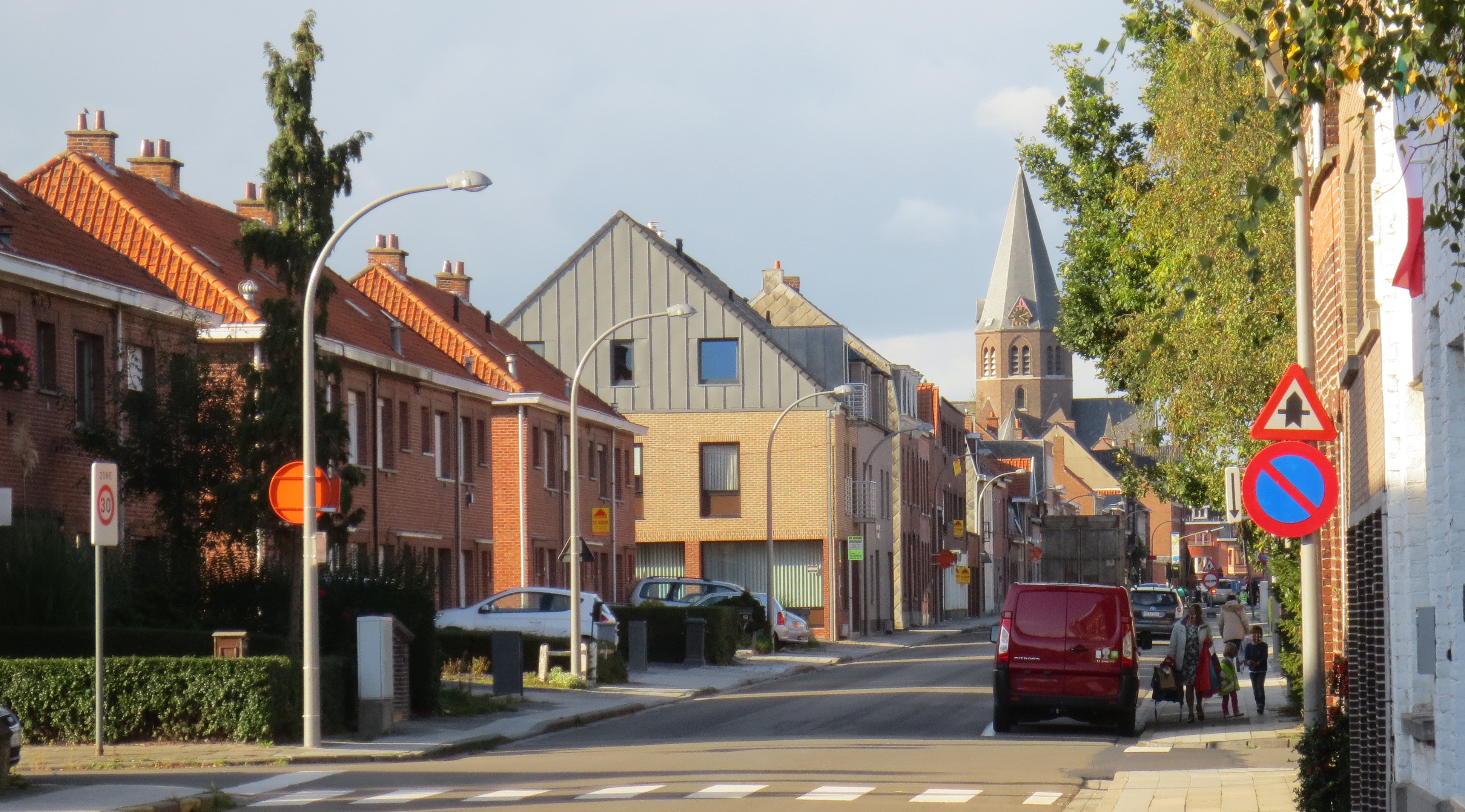
L'entrée.